# Mindaugas Marcinkevičius
Mindaugas Marcinkevičius (* 19. Februar 1971) ist ein litauischer Unternehmer, Aktionär des Konzerns "Vilniaus prekyba", Mitglied von "VP dešimtukas".

## Leben
Seine Mutter, Ärztin, starb 1990 an Krebs in Šakiai.
Nach dem Tod der Frau heiratete sein Vater Förster zum zweiten Mal. Nach ein paar Jahren starb er und seine zweite Frau bei einem Autounfall.
Mindaugas Marcinkevičius absolvierte das Diplomstudium des Bauingenieurwesens am VISI in Vilnius.
Zusammen mit seinen Brüdern Žilvinas Marcinkevičius (* 1967) und Gintaras Marcinkevičius (* 1969) und Numavičius-Familie gründete und entwickelte er eine Handelsgesellschaft und das Retail-Geschäft. Mindaugas Marcinkevičius leitete Konstruktion und Entwicklung der Einkaufszentren. Praktische Ideen nahm er bei Europa-Reisen, wo er viele Einkaufszentren besuchte und dann die Ideen in Litauen verwendete.
Bis 2010 leitete er die UAB "Vilniaus Akropolis", UAB "Akropolis Group". Er war Vorstandsmitglied der AB "Vakarų skirstomieji tinklai".
Mindaugas Marcinkevičius entwickelt die Handelskette „Mart Inn“ in Belarus. Er ist Aktionär (47 %) der Investmentgesellschaft „Lords LB Asset Management“ (undirekt, über UAB „Glera“). Mit den Vermögen von 541 Mio. Mitas (156,68 Mio. Euro) gehört er zu den reichsten Litauern (6. Platz, 2011).